# Mailáth-kastély (Alsómiholjác)
A Mailáth-kastély a Mailáth család főúri kastélya Horvátországban, Alsómiholjác településen. Az egyik utolsó kastély, melyet az első világháború előtt Szlavóniában építettek.

## Fekvése
A kastély a település belterületének északi részén, a Vukovarska és Gajeva utcák által határolt park területén, közvetlenül a régi kastély mellett áll.

## Története
Az erdélyi származású gróf Mailáth György Hilleprand von Prandau Stefániávbal kötött házassága révén jutott az alsómiholjáci birtokhoz. Miután férjét 1883-ban Budapesten meggyilkolták Stefánia a birtokot László fiával igazgatta. Gyakran vendég volt itt Ferenc Ferdinánd trónörökös, aki jó barátja volt László grófnak. A trónörökös három hónappal a szarajevói merénylet előtt is itt vadászott. A korabeli források alapján úgy tűnik, hogy az új kastély építésének oka az volt, hogy Mailáth gróf az 1901. szeptember 12-én Alsómiholjácon tett látogatása során megígérte I. Ferenc József császárnak, hogy itteni következő látogatására vadász stílusú kastélyt fog építeni. A Mailáth-kastélyt a 20. század elején építették Möller István budapesti építész tervei szerint. 

## Mai állapota
Az új kastély a régi Hilleprand von Prandau-kastély utcai szárnyától északra épült fel, mellyel céltudatos egészet alkot. Az új kastély méretével és vonzó megjelenésével egyaránt kiemelkedik. Alaprajza 44 x 20 méter. A kastély és mindenekelőtt homlokzata historizmus-neoromantikus vonásokkal rendelkezik. A hengeres tornyok, a magas, mozgalmas tetők, a díszkémények, a neoklasszikus, balusztrádokkal ellátott teraszok, a kovácsoltvas kerítések és egyéb historikus jellegű építészeti részletek mind az angol Tudor-stílus jellegzetességei. A kastély négyszintesnek épült: alagsor, földszint, emelet és tetőtér. Belül a központi folyosó osztja két részre, amely a díszlépcsővel és galériával ellátott előcsarnokkal, valamint a kerti teraszra nyíló kijárattal van összeköttetésben. A központi por elszívó rendszer, a saját vízvezeték és a három fűtési mód (központi melegvíz, nyitott kandalló és cserépkályhák) egyértelműen jelzi, hogy a kastély akkoriban nagyon modern volt. A kézzel faragott fa spaletták az ablakokon, nyári napokon a meleg és télen pedig a hideg ellen védtek. A kastély ma is kitűnő állapotban van, melyet annak köszönhet, hogy itt van elhelyezve a polgármesteri hivatal. Állapota éles kontrasztban van az elhanyagoltabb, régi kastéllyal, melyben a helyi önkormányzat irodái vannak.